# Anoecia mirae
Anoecia mirae är en insektsart. Anoecia mirae ingår i släktet Anoecia och familjen långrörsbladlöss. Inga underarter finns listade i Catalogue of Life.